# Giessen-Oudekerk
Giessen-Oudekerk is een dorp in de gemeente Molenlanden in de Alblasserwaard, ten noorden van Hardinxveld-Giessendam, in de Nederlandse provincie Zuid-Holland. 

## Geschiedenis
Giessen-Oudekerk is vermoedelijk rond de dertiende eeuw ontstaan; in de veertiende eeuw werden er al jaarmarkten gehouden. De gotische kerk met de grote vierkante Lieve-Vrouwetoren is vijftiende-eeuws en is nog altijd beeldbepalend. Eeuwenlang was Giessendam onderdeel van hetzelfde dorp; in 1957 is de gemeente Giessendam opgeheven en werd Giessen-Oudekerk met Giessen-Nieuwkerk samengevoegd tot de nieuwe gemeente Giessenburg, die in 1986 opging in Giessenlanden die op zijn beurt op 1 januari 2019 is opgegaan in de gemeente Molenlanden.

## Bebouwing
Het dorp is gebouwd langs de veenrivier de Giessen, en wel aan de noordwestzijde (rechteroever). Veel huizen zijn boerderijen en andere vrijstaande huizen langs de Binnendamseweg en de Oudkerkseweg; er zijn slechts enkele naoorlogse straten met rijtjeshuizen. Er bevindt zich een openbare basisschool, genaamd 'O.B.S. Giessen-Oudekerk' aan de Oudkerkseweg. Verder is er De Kloeve, een villawijk op een eiland in de Giessen.